# AN/SQQ-89
AN/SQQ-89は、アメリカ海軍が水上艦に搭載するために開発した対潜戦システム（英語: ASW Combat System, ASWCS）。音響信号処理・情報処理の統合化・デジタル化および自動化を図っており、潜水艦で搭載されているBSYシリーズと比せられる。

## 来歴
1950年代より戦力化された原子力潜水艦は、水上航走やシュノーケル航走が不要になったことで、レーダーやアクティブ・ソナーなどに探知される可能性は極めて低くなっていた。一方で、常に原子炉や蒸気タービンからノイズを発生するという弱点があり、パッシブ・ソナーにより遠距離からでも聴知しうると期待された。このことから冷戦初期の対潜戦では、アメリカ海軍はパッシブ戦への移行によってソビエト連邦軍の強大な潜水艦戦力への対抗を図っており、SOSUSと攻撃型原子力潜水艦（SSN）、対潜哨戒機によるパッシブ対潜戦システムを構築し、成功を収めた。
しかしソビエト連邦は諜報活動などによってこのパッシブ対潜戦システムの重要性に気づき、1970年代中期より、ヴィクターIII型SSN（671RTM型）やチャーリーII型SSGN（670M型）、デルタ型SSBN（667B型）など、対抗策を講じて静粛性を格段に向上させた潜水艦の艦隊配備を開始した。これにより、既存のパッシブ対潜戦システムの効果は減殺されはじめていた。これに対抗して、戦術レベルにまでパッシブ・センサーの配備を拡大することが検討されるようになった。もともと、聴音能力という点では、水上艦に対して潜水艦が圧倒的に優位に立っており、その弱点をカバーするためにもパッシブ・センサーの整備が必要とされていた。
そして、パッシブ・センサーによる大量の目標情報を統合処理するために開発されたのが本システムである。ASW-CSI（対潜戦闘システム統合）計画のもとで、研究開発は1976年度より開始され、1979年度にはコンセプト形成が完了し、1981年度にはジェネラル・エレクトリック社に対して全規模開発が発注された。1984年度よりスプルーアンス級駆逐艦「ムースブラッガー」の艦上にて運用試験が開始され、1986年度には量産型が搭載された。

## 構成
従来、艦の探信儀や曳航ソナー、ソノブイは、メーカーが異なることもあり、音響信号処理は別々に行なっていた。本システムは、これらの既存のソナーの送受波器（トランスデューサー）を活用しつつ、デジタル化・統合化を図ったものである。
AN/SQS-53やAN/SQR-19といったソナー・サブシステムは、それぞれ1基ずつのAN/UYS-1音響信号処理装置を備えている。またAN/SQQ-28ソノブイ信号処理装置（SDPS）も連接されており、ソノブイからの情報が入力される。またAN/UYQ-25 水測予察器（SIMAS）も連接されている。インターフェイスとしてはOJ-452/UYQ-21コンソールが用いられてきた。
水中攻撃指揮装置としては、駆逐艦・巡洋艦ではMk.116が組み込まれた。一方、ミサイル・フリゲートではWAP（Weapon Alternate support Processor）がその役割を担っている。また(V)6以降、潜水艦のMATE（Manual Adaptive Target Motion Analysis Evaluator）と同様に、目標運動解析 (TMA) などを担う意思決定支援システムとして、AN/USQ-132 TDSS（Tactical Decision Support System）が組み込まれた。
その後、(V)14より商用オフザシェルフ（COTS）化が着手され、AN/UYK-43電子計算機による集中処理とOJ-452/UYQ-21コンソールの組み合わせから、AN/UYQ-70による分散処理への移行が図られた。そして(V)15においては、全面的なオープンアーキテクチャ化が図られて、システム構成は一新された。これにより、ベースライン8以降のイージスシステムと同様に継続的な改良が適用されるようになっており、2009年以降、ACB（Advanced Capability Build）によるソフトウェア更新は2年ごとに、またTI（Technical Insertion）によるハードウェア更新は4年ごとに実施されている。例えば最初のACB09ではバイスタティック探知にしか対応していなかったが、ACB15よりMH-60Rヘリコプターがシステムに組み込まれ、マルチスタティック探知に対応した。
なお、(V)15では、当初は沿海域で出番が少ない曳航ソナーを省いた構成になっていたが、後にAN/SQR-20 MFTAが導入され、A(V)15となった。これは船体装備ソナーやヘリコプターのAN/AQS-22吊下式ソナーからの音波を解析することで、単艦でのバイスタティック・ソナー機能（Towed Active Receiver Subsystem, TARS）を実現している。また対魚雷自衛機能（MSTRAP）や広帯域可変深度ソナーの機能も備えている。このA(V)15はのちにAMOD改修に組み込まれ、タイコンデロガ級やアーレイ・バーク級のSQQ-89がアップグレードされている。海上自衛隊のあたご型においてもBMD対応改修時にアップグレードされた。
| バージョン | 探信儀      | TACTASS     | Mk.116  | 搭載艦                                                               |
| ---------- | ----------- | ----------- | ------- | -------------------------------------------------------------------- |
| (V)1       | SQS-53B(V)1 | SQR-19(V)3  | mod.5   | DD-965, 980, 992                                                     |
| (V)2       | －          | SQR-19(V)1  | －      | CG-54, 55                                                            |
| (V)2       | －          | SQR-19(V)2  | －      | FFG-7～9, 11～13, 15, 28, 29, 32, 33, 36, 38～43, 45～49, 53, 55～61 |
| (V)3       | SQS-53B(V)1 | SQR-19(V)3  | mod.6   | DD-963～964, 966～968, 970, 971, 973, 975, 981, 991                  |
| (V)3       | SQS-53B(V)2 | SQR-19(V)1  | mod.6   | CG-56～64                                                            |
| A(V)3      | SQS-53B(V)2 | SQR-19B(V)3 | mod.7   | CG-65                                                                |
| (V)4       | SQS-53C(V)1 | SQR-19B(V)3 | mod.7   | DDG-51                                                               |
| (V)5       | SQS-53B(V)1 | SQR-19(V)3  | mod.8   | DD-966～968, 970, 971, 973, 975, 980～982                            |
| (V)6       | SQS-53C(V)2 | SQR-19B(V)3 | mod.7   | DDG-52～58                                                           |
| (V)6       | SQS-53C(V)1 | SQR-19B(V)1 | mod.7   | CG-68～73                                                            |
| (V)7       | SQS-53B(V)2 | SQR-19B(V)1 | mod.7   | CG-66, 67                                                            |
| (V)8       | SQS-53B(V)1 | SQR-19B(V)3 | mod.8/9 | DD-969, 972, 974, 976, 977, 979, 982, 983, 997                       |
| (V)9       | －          | SQR-19B(V)2 | －      | FFG-14, 20, 30, 31, 34, 37, 50～52, 54                               |
| (V)10      | SQS-53C(V)2 | －          | mod.7   | DDG-79～                                                             |
| (V)12      | SQS-53C(V)2 | SQR-19B(V)1 | mod.7   | CG-59～                                                              |
| (V)14      | SQS-53C/D   | －          | n/a     | n/a                                                                  |
| (V)15      | SQS-53C/D   | －          | n/a     | n/a                                                                  |
| A(V)15     | SQS-53C/D   | SQR-20      | n/a     | n/a                                                                  |